# 터스 항공
키프로스 항공(영어: TUS Airways)은 키프로스의 항공사이다. 본사는 라르나카에 있으며 라르나카 국제공항을 허브 공항으로 하고 있다. 이 항공사는 2015년 6월에 설립되었으며 2016년 2월 14일 라르나카에서 항공편을 시작했다.